# 艾德·克蘭普爾
愛德華·埃米爾·「艾德」·克蘭普爾（英語：Edward Emil "Ed" Kranepool，1944年11月8日—2024年9月8日），為美國職棒大聯盟的一壘手及外野手。職業生涯皆效力於紐約大都會。1962年，年僅17歲的克蘭普爾便登上大聯盟。

## 職業生涯

### 初試啼聲
1962年，克蘭普爾在小聯盟的打擊率為3成01。由於大都會在前一年的擴張選秀選進太多老將，於是球隊在9月份將年僅17歲的克蘭普爾拉上大聯盟。當時他取代吉爾·霍吉斯上場守備一壘，後來他在9月23日敲出大聯盟首安。
1963年，克蘭普爾開始和一壘手Marv Throneberry以及外野手杜克·史奈德分擔上場時間。5月初，由於Throneberry的打擊率只有1成43，因此他被下放3A，改由Tim Harkness擔任一壘手。而克蘭普爾也變成外野手，後來他因為打擊率跌破2成以下，因此球隊也將他下放小聯盟。後來他在9月擴編回到大聯盟，而他也把握機會，努力將自己的打擊率拉上2成09。

### 站穩腳步
由於當時一壘手已經有了Harkness、Dick Smith和Frank Thomas等人在競爭，因此克蘭普爾在1964年球季移防外野守備。不過他的打擊率卻是慘不忍睹的1成39，因此球隊在5月初讓打擊率超過3成的Joe Christopher擔任先發外野手，並將克蘭普爾下放小聯盟。
回到小聯盟後，克蘭普爾的打擊率暴衝至3成52，他也很快重返大聯盟的舞台。5月31日，克蘭普爾於雙重賽登場。而這兩場比賽一共打了23局，而克蘭普爾更是每一局都有上場守備。他也從這天的比賽開啟了連續13場比賽敲出安打的個人紀錄，打擊率因此上升至2成64。那年他的打擊率為2成57，並敲出10轟與45分打點。

### 全明星
1965年，大都會迎來老將華倫·史潘。克蘭普爾因此將他的21號背號讓給這為傳奇左投，並改穿7號球衣。
克蘭普爾在上半季的打擊率為2成87，並敲出7轟與37分打點。他也因此入選了該年的明星賽。儘管後來他的打擊率下滑到2成53，不過仍然是隊上的打擊王。只是大都會以112敗在國聯敬陪末座。
隔年，克蘭普爾單季敲出個人最多的16轟。不僅幫助球隊擺脫爐主之位，隊史也首次低於100敗。

### 奇蹟大都會
1969年5月21日，大都會隊史首度在前36場比賽打完維持5成勝率。而且大都會在開季還一度吞下5連敗。
後來大都會又拿下了11連勝，在連勝結束時，大都會以7場勝差落後給同區的小熊。7月8日，大都會面對小熊的比賽中，克蘭普爾從小熊投手費格森·簡金斯手中敲出陽春砲。雖然小熊後來取得3比1領先，不過大都會卻神奇地在9局下拿下3分逆轉勝。
最後大都會在僅成軍7年的情況下拿下100勝62敗，這年也被稱做大都會隊史最奇蹟的一個球季。後來球隊靠著克蘭普爾、湯姆·西佛和傑瑞·庫斯曼打進了世界大賽，並拿下世界大賽冠軍。

### 下放3A
1970年6月23日，克蘭普爾的打擊率下滑至不到1成20，他也因此被下放3A。儘管他在3A的打擊率為3成10，不過那年他升上大聯盟卻完全打不出好成績。
1971年，克蘭普爾觸底反彈。該年他的打擊率為2成80，並敲出14轟與58分打點。這一次被下放小聯盟也因此成為克蘭普爾生涯的轉捩點。
1973年，儘管被新人John Milner取代一壘手的先發位置。不過他依舊出賽滿100場比賽，大都會也再次拿下國聯東區冠軍。最後球隊在世界大賽與運動家鏖戰7場比賽才敗下陣來。

### 生涯後期
1974年和1975年，克蘭普爾都繳出超過3成的打擊率。他也和Milner以及戴夫·金曼共同分擔一壘手的位置。
1976年，他的打擊率為2成92，並敲出10轟與49分打點。球隊以86勝76敗在國聯東區排名第三。1974年至1977年間，他的打擊率為2成99，並敲出28轟與156分打點。
隨著庫斯曼在1978年被交易，克蘭普爾也成為大都會最後一位仍待在隊上的奪冠班底成員。隨著球隊開始讓新秀外野手Lee Mazzilli站穩外野位置，克蘭普爾漸漸成為球隊的代打。1974年，他以代打身分繳出4成86的打擊率，至今仍是大聯盟紀錄。
1979年球季結束後，34歲的克蘭普爾宣布退休。在大都會1962年的首批球員當中，他是最後一位宣布退休的球員。而他至今仍維持隊史最多的累積出賽1853場比賽紀錄。

### 退休之後
目前克蘭普爾居住於紐約州的舊韋斯特伯里。而他在1990年入選大都會的名人堂。
克蘭普爾在大都會生涯敲出1418支安打，這項紀錄後來被大衛·萊特和荷西·雷耶斯超越，目前名列大都會隊史第三多。
其實克蘭普爾在退休後不久就發現自己罹患糖尿病，2017年，他因為腳趾化膿而動手術切除。而同時他也出現腎衰竭。
2019年5月7日，克蘭普爾進行腎臟移植手術，手術最後也順利成功。

## 生涯打擊數據
| 出賽場次 | 打席 | 打數 | 得分 | 安打 | 二安 | 三安 | 全壘打 | 打點 | 盜壘 | 保送 | 三振 | 打擊率 | 上壘率 | 長打率 | 觸身球 | 守備率 |
| -------- | ---- | ---- | ---- | ---- | ---- | ---- | ------ | ---- | ---- | ---- | ---- | ------ | ------ | ------ | ------ | ------ |
| 1853     | 5997 | 5436 | 536  | 1418 | 225  | 25   | 118    | 614  | 15   | 454  | 581  | .261   | .316   | .377   | 14     | .993   |

## 外部連結
- 球員資訊和成績在MLB，ESPN，Baseball-Reference，Fangraphs（英文）